# 언론중재 및 피해구제 등에 관한 법률
언론중재 및 피해구제 등에 관한 법률은 언론중재위원회 설치 및 운영에 대한 대한민국 법률이다. 

## 같이 보기
- 정정보도청구권
- 반론보도청구권